# Лабанк, Кевин
Ке́вин Лаба́нк (англ. Kevin Labanc; род. 12 декабря 1995, Статен-Айленд, Нью-Йорк) — американский хоккеист, нападающий клуба Национальной хоккейной лиги «Коламбус Блю Джекетс». Бронзовый призёр чемпионата мира 2021 года.

## Клубная карьера

### Юниорская карьера
В юности Лабанк участвовал в Международном хоккейном турнире «Пи-Ви» в Квебеке в 2008 году с детской хоккейной командой «Нью-Джерси Девилз». Также он выступал за детские команды Нью-Джерси до 2011 года. С 2011 по 2013 год Лабанк участвовал в Программе национальной команды развития США в Хоккейной лиге США . На Драфте ОХЛ 2011 года был выбран в 6-м раунде командой «Барри Кольтс», за которую выступал с 2013 по 2016 год. Он завершил свою карьеру с «Барри Кольтс» среди лидеров франшизы по количеству очков за игру и занял четвёртое место в зачете «Барри» с 269 очками за 198 игр.

### Профессиональная карьера
На Драфте НХЛ 2014 года был выбран в 6-м раунде под общим 171-м номером командой «Сан-Хосе Шаркс». 9 марта 2016 года подписал трехлетний контракт новичка с «Сан-Хосе Шаркс». В конце сезона 2015/16 сыграл 1 игру в плей-офф за фарм-клуб «Шаркс» — «Сан-Хосе Барракуда», не заработав очков и получив отрицательный показатель полезности «-2». Сезон 2016/17 Лабанк также начал в АХЛ, однако, набрав 10 очков в 6 матчах с «Барракудой», 7 ноября 2016 года был вызван из АХЛ. Первую игру в НХЛ провел 8 ноября 2016 года против «Вашингтон Кэпиталз», не набрав очков и играя в звене с Логаном Кутюром и Йоонасом Донским. Первое очко в НХЛ Кевин набрал 17 ноября 2016 года в матче против «Сент-Луиз Блюз», забив гол вратарю Джейку Аллену. Всего за «Сан-Хосе Шаркс» в сезоне 2016/17 провел 55 встреч, в которых набрал 20 очков. 9 февраля 2019 года Лабанк оформил первый хет-трик в НХЛ в матче против «Эдмонтон Ойлерз». Кевин в сезоне 2018/19 провёл лучший на данный момент сезон в лиге, набрав 56 очков в 82 встречах. Также в плей-офф он набрал 9 очков в 20 встречах, из которых 4 очка (гол и 3 передачи) были набраны в 7-м матче против «Вегас Голден Найтс», в котором «Сан-Хосе» отыгрались, проигрывая за 9 минут до конца третьего периода со счетом 0:3. Также в этом матче Лабанк повторил рекорд НХЛ по набранным очкам в плей-офф в одном периоде. 8 июля 2019 года Лабанк продлил контракт с «Шаркс» на 1 год на сумму $ 1 млн. В сезоне 2019/20 набрал 33 очка в 70 матчах, но не смог помочь «акулам» выйти в плей-офф. 10 октября 2020 года подписал новый четырёхлетний контракт с «Сан-Хосе» на общую сумму $ 18,9 млн.

## Международная карьера
В 2012 году на мировом кубке вызова стал обладателем серебряной медали вместе со сборной США, не набрав очков в 5 матчах. В 2013 году на чемпионате мира по хоккею с шайбой среди юниорских команд также стал обладателем серебряной медали, забив 1 гол в 7 матчах.

## Награды и достижения
В 2016 году был включен во вторую команду Всех звезд ОХЛ, стал обладателем Эдди Пауэрс Мемориал Трофи — приза, ежегодно вручаемый лучшему бомбардиру Хоккейной лиги Онтарио. Помимо этого Лабанк получил Лео Лалонд Мемориал Трофи и Джим Мэйхон Мемориал Трофи — приз, ежегодно вручаемый лучшему взрослому игроку Хоккейной лиги Онтарио и приз, ежегодно вручаемый лучшему бомбардиру среди правых нападающих в ОХЛ за сезон соответственно. Также в сезоне 2015/16 Лабанк имел лучший показатель «плюс/минус» в ОХЛ, а именно «+60».